# Eublemma suava
Eublemma suava là một loài bướm đêm trong họ Erebidae.